# 鄴の戦い (紀元前236年)
鄴の戦い（ぎょうのたたかい）は、紀元前236年に発生した秦が趙の鄴や閼与などの11城を落とした戦い。鄴攻略とも。

## 鄴の戦い
紀元前236年、秦は中華の統一に本腰を入れ始めた。趙の将軍の龐煖が燕に侵攻し、国内が手薄になっている隙を狙い趙へ侵攻した。総大将は王翦、副将は桓齮、末将は楊端和である。
まず、鄴の周辺の9城を落とした。王翦は閼与と轑陽も落とし、全軍を一軍とした。18日後、王翦は兵糧の問題上、斗食（爵位）以下の軍功がなかったものを国へ帰し、軍のおよそ20%の精鋭部隊を率い、鄴や轑陽を落とした。

## 影響
鄴の戦いは中央集権国家の秦朝が誕生する中華統一戦の始まりである。趙の李牧や楚の項燕の抵抗にあうものの、8年後の紀元前228年に趙を滅ぼし、15年後の紀元前221年には最後まで生き残った斉を滅ぼして、中華を統一した。